# Timeless (canción de The Weeknd y Playboi Carti)
«Timeless»  es una canción del cantante canadiense The Weeknd y el rapero estadounidense Playboi Carti . Fue lanzado el 27 de septiembre de 2024 a través de XO y Republic Records como el segundo sencillo del sexto álbum de estudio, Hurry Up Tomorrow . La canción superó las 10 millones de reproducciones en Spotify en menos de 24 horas y debutó en el top diez en 15 países, y alcanzó el puesto número tres en el Billboard Hot 100 de EE. UU.

## Posicionamiento en listas

### Semanales
| Estados Unidos | Billboard Hot 100     | 3  |
| Estados Unidos | Hot R&B/Hip-Hop Songs | 1  |
| Estados Unidos | Pop Songs             | 16 |
| Estados Unidos | Adult Pop Songs       | 1  |
| Estados Unidos | Rhythmic              | 1  |